# Orde voor Militaire Moed
De Orde voor Militaire Moed, (Arabisch: "Wisam al-Iqdam al-Askari") werd door de Jordaanse koning Abdoellah in 1946 gesticht en wordt vergeleken met het Britse Victoria-Kruis of de Nederlandse Militaire Willems-Orde. De zelden verleende onderscheiding telt drie graden en wordt alleen voor zeer moedige daden in het aangezicht van de vijand toegekend.
De orde wordt ook postuum verleend. Toen de onderscheiding werd gesticht was er alleen een bronzen uitvoering maar later werden een zilveren Tweede Klasse en een Eerste Klasse in chroom ingevoerd.
De drie graden van de Orde
- Eerste Klasse in chroom

- Tweede Klasse in zilver

- Derde Klasse in brons

De versierselen van de orde
Het kleinood is een medaille met de beeldenaar van Koning Abdoellah en daaromheen (in het Arabisch) de woorden "Koning Abdoellah ibn al-Hoessein Koning van het Hasjemitisch Koninkrijk Jordanië". Op de keerzijde is de Al-Aqsamoskee afgebeeld met daaromheen de woorden ""Wisam al-Iqdam al-Askari". Het lint is van groene gewaterde zijde.